# Persona Q2: New Cinema Labyrinth
Persona Q2: New Cinema Labyrinth (ペルソナQ2 ニュー シネマ ラビリンズ, Perusona Kyū 2: Nyū Shinema Rabirinsu) est un jeu vidéo de rôle développé et édité par Atlus sur Nintendo 3DS, sorti en novembre 2018 au Japon et en juin 2019 dans le reste du monde. Il fait partie de la série Persona, elle-même faisant partie de la plus grande franchise Megami Tensei, et est une suite de Persona Q: Shadow of the Labyrinth.
L'histoire du jeu se concentre sur les acteurs de Persona 3, Persona 4 et Persona 5.